# Лєсковець
Лєсковець, або Льєсковець, Лєсковец (словац. Lieskovec) — село в Словаччині, Гуменському окрузі Пряшівського краю. Розташоване в східній частині Словаччини в південній частині Низьких Бескидів в долині притоки Ондавки.
Уперше згадується у 1430 році.
У селі є римо-католицький костел з 1798 року в стилі класицизму.

## Населення
| Рік:            | 1993 | 2003    | 2013    | 2023    |
| --------------- | ---- | ------- | ------- | ------- |
| Кількість осіб: | 465  | 459     | 462     | 417     |
| Різниця:        |      | -1,29 % | +0,65 % | -9,74 % |

| Рік:            | 2022 | 2023    |
| --------------- | ---- | ------- |
| Кількість осіб: | 425  | 417     |
| Різниця:        |      | -1,88 % |

У селі проживає 448 осіб.
Національний склад населення (за даними останнього перепису населення — 2001 року):
- словаки — 99,13 %,
- українці — 0,43 %,
- чехи — 0,22 %,
- угорці — 0,22 %.

Склад населення за приналежністю до релігії станом на 2001 рік:
- римо-католики — 97,62 %,
- греко-католики — 1,08 %,
- православні — 0,87 %,
- не вважають себе вірянами або не належать до жодної вищезгаданої конфесії — 0,43 %.